# Eagles (serie televisiva)
Eagles è una serie televisiva svedese adolescenziale del 2019 creata da Stefan H. Lindén. La serie nasce sulla scia della nota serie Skam (2015-2017), dalla quale riprende le tematiche, ovvero il racconto della vita giornaliera di alcuni studenti di un istituto superiore di Oskarshamn.

## Episodi
La serie è stata rinnovata per un'ultima stagione, prevista per il 2022.

### Prima stagione
| Nº | Titolo originale | Prima TV      |
| -- | ---------------- | ------------- |
| 1  | Homecoming       | 9 marzo 2019  |
| 2  | First kiss       | 9 marzo 2019  |
| 3  | Sunday           | 9 marzo 2019  |
| 4  | Sleepover        | 17 marzo 2019 |
| 5  | Audition         | 17 marzo 2019 |
| 6  | Halloween        | 24 marzo 2019 |
| 7  | Road trip        | 31 marzo 2019 |
| 8  | Lucia            | 7 aprile 2019 |

### Seconda stagione
| Nº | Titolo originale | Prima TV       |
| -- | ---------------- | -------------- |
| 1  | Arrivals         | 6 marzo 2020   |
| 2  | Reunion          | 6 marzo 2020   |
| 3  | Night Out        | 6 marzo 2020   |
| 4  | Comeback         | 13 marzo 2020  |
| 5  | Gameday          | 13 marzo 2020  |
| 6  | Aftermath        | 20 marzo 2020  |
| 7  | Secrets          | 20 marzo 2020  |
| 8  | Reveals          | 27 marzo 2020  |
| 9  | June             | 3 aprile 2020  |
| 10 | Departures       | 10 aprile 2020 |

### Terza stagione
| Nº | Titolo originale | Prima TV       |
| -- | ---------------- | -------------- |
| 1  | The funeral      | 4 giugno 2021  |
| 2  | Diamonds         | 4 giugno 2021  |
| 3  | Field trip       | 4 giugno 2021  |
| 4  | Date night       | 11 giugno 2021 |
| 5  | Wounds           | 11 giugno 2021 |
| 6  | Crossroads       | 18 giugno 2021 |
| 7  | The bomb         | 18 giugno 2021 |
| 8  | Lost             | 25 giugno 2021 |
| 9  | Rewind           | 25 giugno 2021 |
| 10 | New Years        | 2 luglio 2021  |

### Quarta stagione
| Nº | Titolo originale | Prima TV         |
| -- | ---------------- | ---------------- |
| 1  | Episodio 1       | 28 gennaio 2022  |
| 2  | Episodio 2       | 28 gennaio 2022  |
| 3  | Episodio 3       | 28 gennaio 2022  |
| 4  | Episodio 4       | 4 febbraio 2022  |
| 5  | Episodio 5       | 4 febbraio 2022  |
| 6  | Episodio 6       | 11 febbraio 2022 |
| 7  | Episodio 7       | 11 febbraio 2022 |
| 8  | Episodio 8       | 18 febbraio 2022 |
| 9  | Episodio 9       | 18 febbraio 2022 |
| 10 | Episodio 10      | 25 febbraio 2022 |

## Personaggi e interpreti

### Personaggi principali
- Felicia Kroon, interpretata da Alva Bratt
- Ludvig Johansson, interpretato da Adrian Öjvindsson
- Elias Kroon, interpretato da Edvard Olsson
- Amie Samuelsson Condé, interpretata da Yandeh Sallah
- Klara Ceder, interpretata da Sarah Gustafsson
- Mats Kroon, interpretato da Per Lasson
- Leila Kroon, interpretata da Charlotta Jonsson
- Petra Samuelsson, interpretata da Anna Sise
- Adam Molin, interpretato da David Lindgren
- Omar Khalil, interpretato da Jakob Gartner
- Ola Ceder, interpretato da Robert Pukitis
- Jack Barret, interpretato da Filip Wolfe Sjunnesson
- Irene Johansson, interpretata da Maria Alm Norell